# Cernotina caliginosa
Cernotina caliginosa är en nattsländeart som beskrevs av Oliver S. Flint Jr. 1968. Cernotina caliginosa ingår i släktet Cernotina och familjen fångstnätnattsländor. Inga underarter finns listade i Catalogue of Life.